# جون هنري هينز روت
جون هنري هينز روت هو سياسي كندي، ولد في 17 أكتوبر 1908 في ايرين في كندا، وتوفي في 17 نوفمبر 1991. نشط حزبياً في حزب أونتاريو المحافظ التقدمي. وقد انتخب عضو برلمان مقاطعة أونتاريو ‏.